# Als
 For alternative betydninger, se Als (flertydig). (Se også artikler, som begynder med Als)
Als (tysk: Alsen) er en ø beliggende øst for Jylland med et areal på 321 km², 165 km i omkreds. Øen har et indbyggertal på 49.373, hvoraf de 28.333 (2025) bor i Sønderborg som er den største by, men som er delt af Alssund, dog med den største del af bebyggelsen på Als-siden.

## Geografi
Als er omgivet af Als Sund, Als Fjord, Lillebælt, Østersøen og Flensborg Fjord.
Vestkysten af Als har mange indskæringer, Augustenborg Fjord (med øen Katholm) og Dyvig. På østkysten ligger langs med Lillebælt den 700 hektar store Nørreskov. Nørreskoven ligger mod nord tæt på landsbyen Elstrup, som indtil 1940'erne havde en stor mølle, der siden er indrettet til café og museum.
Nørreskoven går ned langs kysten til Fynshav fra nord til syd.
Øen opdeles i Als Nørre Herred bestående af sognene Egen, Havnbjerg, Nordborg, Oksbøl og Svenstrup, og Als Sønder Herred med Augustenborg og Sydals med halvøen Kegnæs. Dertil kommer Sønderborg, som er kommunebyen. Sønderborg Kommune ligger i Region Syddanmark. Als er tæt knyttet på Jyllandssiden til Sundeved, Broagerland og Gråsten.
Øen er forbundet med Jylland med Kong Christian den X's Bro i Sønderborg, bygget 1930, og Alssundbroen fra 1981. Der er færge fra Ballebro i Jylland til Hardeshøj på Als, fra Søby på Ærø til Fynshav og fra Bøjden på Fyn til Fynshav.
Als er en frugtbar ø, der tidligere var kendt for sine frugtplantager, hvoraf der endnu er nogle få i drift. I dag er der intensiv svineavl.

## Demografi
Øen har et befolkningstal på 49.373, svarende til 161 indb. pr. km², hvilket gør Als til én af de tættest befolkede øer i Danmark. I 1976 var der 53.209 indbyggere på øen. Den tidligere Nordborg Kommune med ca. 14.000 indbyggere har flere store virksomheder, herunder Danmarks største industrivirksomhed Danfoss, de har ca. 5.500 ansatte. Sauer-Danfoss har ca. 1.300 ansatte, Linak knap 1.000 ansatte og Siemens Flow ca. 400.
Sproget på Als er en sønderjysk dialekt, men udtalen er uden stød i lighed med sydfynsk, langelandsk og bornholmsk. Det alsiske sprog har stadig stor prestige i befolkningen og tales af mange mennesker til trods for, at Nordals oplevede en stor arbejdstilflytning fra resten af Danmark mellem 1950 og 1960 på grund af Danfoss.

## Historie
Als har særdeles mange bopladsfund og stendysser på øens forholdsvis lille areal. Mange af stendysserne ligger i skovene, bl.a. i Nørreskoven ved Blommeskobbel, hvor to langdysser og en runddysse står samlet på ét sted.
Fra bronze- og jernalderen er det mest kendte fund Hjortspringsbåden, som i dag står på Nationalmuseet. En kopi af båden i fuld størrelse er af lokale blevet fremstillet med historisk korrekte metoder, den kan ses i Nordborg. På Nordals har man også fundet resterne af et lig i en egekiste fra bronzealderen samt bronzeskåle, der også findes på Nationalmuseet.
Fra vikingetiden er der ved Ketting fundet en mand begravet med sin stridshest og sværd. Ved Augustenborg er fundet et befæstningsanlæg, kaldet Svenskeskanse, det er et voldanlæg, der i sin struktur minder om anlægget ved Hedeby. Man har i volden fundet forskellige brugsgenstande fra den tid.
I middelalderen var øen opdelt mellem herremænd, der rådede over lokale borge. Christian 3.'s søn, hertug Hans, fik øen som slesvigsk delhertugdømme, og han købte adelen ud. Senere blev øen delt op i flere mindre delhertugdømmer, der ikke i længden var levedygtige og gik fallit.
Als var frem til 1819 en del af Odense Stift. Præsterne var derfor uddannet i Danmark, hvilket fik afgørende betydning for Als' danske sindelag. I 1819 opstod stiftet Als-Ærø. Bispesædet lå i Ketting, og hovedkirken lå i Egen. Efter at Slesvig og Holsten blev afstået til Preussen efter krigen i 1864, blev Als underlagt biskoppen i Slesvig.
I 1700-tallet blev hertugen af Augustenborg øens dominerende magthaver. Hertugdømmet blev inddraget af kronen efter augustenborgernes landsforræderi i 1848. Under nationalitetskampen fra 1848 til 1920 var øens befolkning afgjort dansk, og det gav sig også til kende ved afstemningen i 1920, hvor Als stemte sig hjem til Danmark med et stort flertal. Dog var byerne mere tyskprægede, blandt andet pga. tilflytning; Sønderborg havde således tysk flertal i 1920. Det tyske flertal i Sønderborg var opstået i 1890'erne, hvor man byggede artilleriskole i Sønderborg og torpedostation i Hørup, hvortil der kom mange rigstyskere.[kilde mangler]
Efter 1945 har øen været præget af voksende industri, især Danfoss, der voksede til en international koncern. I dag ligger oplevelsesparken Danfoss Universe på øen.

## Kultur
En af øens største attraktioner er Sønderborg Slot, som er indrettet som museum. Oplevelsescentret Danfoss Universe havde i 2016 93.000 besøgende.
Ved Augustenborg Slot findes Augustiana, som er en skulpturpark. Derudover findes Tandslet Transformatormuseum og Jollmands Gård, som er et frilands- og landbrugsmuseum.
Det er kendt, at på Als spises stadig den gamle udgave af æbleskiver, nemlig den almen kendte version fra 1700-tallet, hvori tynde stykker æbler vendt i mel og æg, derefter stegt i smør på en pande. Dette er kendt som stegte æbleskiver.

### Sport
I Sønderborg er en stor del af øens sportsklubber- og sportsfaciliteter, heriblandt Humlehøjhallen, SønderjyskE Håndbold, SUB Sønderborg, Sønderborg Patriots og FC Sønderborg. Flere drives af Sønderjysk Elitesport.

### Berømte alsingere
- Frederik af Slesvig-Holsten-Sønderborg-Nordborg (1581–1658), hertug af Nordborg
- Christian August Lorentzen (1749–1828), maler
- Theodor Brorsen (1819–1895), astronom
- Christian Knudsen (1828–1911), lokalhistoriker
- Herman Bang (1857–1912), forfatter
- Waldemar Hanssen (1866–1936), generalkonsul, grosserer
- Hans Hartwig Møller (1873–1953), rektor, skaber af det Det Danske Spejderkorps
- Hans Schmidt (1899–1978), politiker
- Christian Møller (1904–1980), fysiker
- Mads Clausen (1905–1966), fabrikant (Danfoss)
- Bjørn Svensson (1910–2010), forfatter, redaktør
- Christian Skov (1922–2016), forfatter
- Peter Dyvig (1935–2020), tidl. ambassadør i USA
- Kim Menzer (f. 1938), musiker
- Curt Sørensen (1938–2021), politolog og professor emeritus
- Hans Georg Møller, kendt som Gorm (f. 1942), journalist
- Bent Martin (f. 1943), fodboldspiller
- Karl Christian Lammers (f. 1943), professor
- Hans-Jørgen Schanz (1948–2022), professor i idéhistorie
- Jørgen Mads Clausen (f. 1948), tidl. administrerende direktør for Danfoss nu Formand for Danfoss A/S
- Ralf Pittelkow (f. 1949), debattør, avisredaktør, tidligere international sekretær for Socialdemokratiet
- Jørgen Carlsen (f. 1949), højskoleforstander, forfatter, debattør
- Sebastian (f. 1949), sanger, musiker og komponist
- Jørn Mikkelsen (f. 1956), chefredaktør for Morgenavisen Jyllands-Posten
- Claus Carstensen (f. 1957), kunstner, tidl. professor på Kunstakademiet
- Karsten Skovbo Jensen (f. 1959), forfatter
- Mogens Volden (f. 1960), forfatter
- Hans Schmidt Petersen (f. 1962), forfatter
- Lars Jensen, måske bedre kendt som L:Ron:Harald (f. 1966), rapper
- Anders Hansen (f. 1970), golfspiller
- Thomas Biehl (f. 1971), skuespiller
- Lars Christiansen (f. 1972), tidligere håndboldspiller
- Peter Christensen (f. 1975), politiker fra Venstre
- Clemens (f. 1979), rapper
- Bjørn Paulsen (f. 1991), fodboldspiller

Se også: berømte bysbørn fra Sønderborg, berømte bysbørn fra Nordborg

## Galleri
- Augustenborg Slot
- Havnbjerg strand
- Sønderborg Slot
- Sønderborg havn
- Sønderby
- Nordborg Kirke
- Øen Katholm
- Nørreskoven på det nordøstlige Als
- Danfoss ved Nordborg
- Færgehavnen i Fynshav
- Kong Christian d. X's Bro ved Sønderborg
- Nordborg Slot
- Jollmands Gård, Holm